# Терновое (Корочанский район)
Терново́е — село в Корочанском районе Белгородской области, входит в состав Афанасовского сельского поселения.

## География
Село расположено на левом, пологом берегу реки Короча. С южной стороны ограничено долиной реки Мокрая Ивица. Терновое вытянуто в направлении с севера на юг вдоль трассы Короча — Шебекино. Расстояние до районного центра — 12 километров, до Шебекино — 42 км, Белгорода — 64 км.

## История
Первое, известное, упоминание деревни Терновой относится к 1646 году. Согласно архивным документам основателями селения были корочанские служилые люди – защитники корочанского участка, получившие земельные наделы вблизи Белгородской засечной черты. Деревня была построена на возвышенном  участке местности при слиянии рек Короча и Мокрая Ивица.
На карте Курского наместничества, составленной в 1792 году А.Вильбрехтом, отмечено, что в селе Терновое уже на тот момент располагалась церковь. Известно из рассказов старожилов, что церковь носила название Космодамиановская, в честь святых Космы и Дамиана. Издревле они считались покровителями села.
Из переписи 1885 года можно узнать, что расстояние до ближайшей школы составляло 13 верст. Из 69 дворов без земельного надела было 3 двора, в селе имелось 5 «промышленных заведений» и кабак.

## Население
| 1890 | 1932 | 1979 | 1989 | 1998 | 2002 | 2010 |
| ---- | ---- | ---- | ---- | ---- | ---- | ---- |
| 635  | ↗879 | ↘369 | ↘244 | ↗261 | ↘225 | ↘210 |
| 2014 |      |      |      |      |      |      |
| ↗222 |      |      |      |      |      |      |

10-я ревизия (1857 года) записала в селе Терновое «182 души мужского пола». По документам переписи 1885 года село Терновое Нечаевской волости Корочанского уезда имело 69 дворов, 519 крестьян (276 мужчин и 243 женщины), грамотных 7 мужчин и 1 женщину.
К 1890 году в селе было 635 жителей (329 мужчин и 306 женщин). В 1932 году в селе Терновое (Афанасьевский сельский Совет Корочанского района) проживало 879 жителей, в 1979 году — 369, в 1989—244 (92 мужчины и 152 женщины). К началу 1998 году в селе проживал 261 житель.

## Известные уроженцы
Георгий Иосифович Балдин (1922-1999) — участник Великой Отечественной войны, командир орудийного расчёта 571-го артиллерийского полка, сержант. Полный кавалер ордена Славы (1943, 1944, 1945).

## Инфраструктура
В селе находится здание сельского клуба и продовольственный магазин.